# Линьян, Эдуардо
Эдуардо Линьян (исп. Eduardo Liñan; род. 16 ноября 1942, Мексика) — мексиканский актёр и мастер дубляжа.

## Биография
В мексиканском кинематографе дебютировал в 1974 году и с тех пор снялся в 64 работах, из которых больше 30 телесериалов, остальное — фильмы. Также работает и в области дубляжа.

## Фильмография

### Избранные телесериалы
- 1985—2007: «Женщина, случаи из реальной жизни»
- 1988: «Новый рассвет» — Фелипе
- 1996:
  - «Мне не жить без тебя» — Хулио
  - «Моя дорогая Исабель» — Хуго дель Рес
- 1998—99:
  - «Привилегия любить» — доктор Валладарес
  - «Что происходит с нами?»
- 1999: «Росалинда» — Деметрио Моралес
- 2001: «Злоумышленница» — инспектор Торрес
- 2002—03: «Таковы эти женщины» — Фернандо Вильясеньор
- 2007—08: «К чёрту красавчиков» — Армандо Калвильо
- 2008—09: «Во имя любви» — падре Бенито Фариас
- 2010:
  - «Полная любви» — Леон Кардуньо
  - «Триумф любви» — Фелипе
- 2013: «Буря» — доктор Гонсалес

## Дубляж

### Зарубежные актёры, говорившие голосом Эдуардо Линьяна
- Энтони Куинн
- Джек Николсон
- Сильвестер Сталлоне

### Внутренний дубляж — мексиканские актёры, говорившие голосом Эдуардо Линьяна
- Педро Армендарис